# Ребенджюк, Виктор
Ви́ктор Ребенджю́к (рум. Victor Rebengiuc; род. 10 февраля 1933, Бухарест, Румыния) — румынский актёр театра, кино и телевидения, театральный режиссёр и педагог.

## Биография
Отец Виктора, будучи солдатом румынской армии, попал в советский плен во время Сталинградской битвы. В 1956 году окончил Институт имени Караджале. С 1957 года работал в Муниципальном театре, 1996—1998 годах — директор. В 1956 году дебютировал в кино («Гордость»). Преподавал в Институте имени Караджале, в 1990—1996 годах — ректор.

## Фильмография

### Актёр
- 1956 — Гордость / Mîndrie
- 1959 — Даркле / Darclée — Йоргу, муж Даркле
- 1961 — Буря / Furtuna (в советском прокате «Мост будет взорван»)
- 1961 —  / Omul de lînga tine
- 1961 — Сентиментальная история / Poveste sentimentală — Варлам
- 1961 — Это был мой друг / A fost prietenul meu — Тудор
- 1963 — Морской кот / Pisica de mare
- 1964 — Лес повешенных / Pădurea spânzuraţilor — лейтенант Апостол Балога
- 1966 — Самая длинная ночь / Най-дългата нощ — военнопленный (Болгария)
- 1970 — Замок обреченных / Castelul condamnaţilor — Василие
- 1972 — Приданое / Zestrea
- 1972 — Заговор / Conspiraţia — Хоря Баничу
- 1973 — Кантемир (Димитрие Кантемир) / Cantemir
- 1973 — Капкан / Capcana — Хоря Баничу
- 1973 — Трудный путь на Типперари / Departe de Tipperary — Хоря Баничу
- 1973 — Семь дней / Şapte zile
- 1975 — Румынский мушкетер / Muschetarul roman — месье де Ламар / герр барон
- 1976 — Стена / Zidul — офицер СС
- 1977 — Пророк, золото и трансильванцы / Profetul, aurul şi ardelenii — Езекииль Уолтроп (пророк)
- 1977 — Доктор Поэнару / Doctorul Poenaru — доктор Митикэ Поэнару
- 1977 — Потерянное письмо / O scrisoare pierdută — Стефан Типатеску (ТВ)
- 1977 — Цианистый калий и капли дождя / Cianura şi picătura de ploaie
- 1978 — Тэнасе Скатиу / Tănase Scatiu — Тэнасе Скатиу (в советском прокате «Летняя история»)
- 1978 — Булава за тремя печатями / Buzduganul cu trei peceţi — Михай Витязул
- 1979 — Человек в реглане / Un om în loden
- 1981 — Экипаж для Сингапура / Un echipaj pentru Singapore — Григоре Олтяну
- 1981 — Шпагоглотатель / Înghiţitorul de săbii
- 1981 — Гордыня / Orgolii
- 1981 — Почему звонят колокола, Митикэ? / De ce trag clopotele, Mitică? — Пампон
- 1982 — Песчаные утесы / Faleze de nisip
- 1984 —  / Încrederea
- 1984 — Справедливость в оковах / Dreptate în lanţuri
- 1987 —  / Pădureanca — Йоргован-старший
- 1987 — Семья Моромеце / Moromeţii — Моромеце
- 1988 —  / Secretul armei secrete — император Розу
- 1989 — Великий вызов / Marea sfidare
- 1992 — Дуб / Balanţa — деревенский голова
- 1993 —  / Cel mai iubit dintre pământeni
- 1996 — Слишком поздно / Prea târziu — Elephant Foot
- 1997 — Человек дня / Omul zilei
- 1998 — Конечная остановка — рай / Terminus paradis — Григоре Кафану
- 1998 —  / Cortul
- 1999 — Китайская защита / Kínai védelem
- 2003 — Ники Арделян, полковник запаса / Niki Ardelean, colonel în rezervă — Ники Арделян
- 2003 — Хакер / Hacker — доктор Кодреску (мини-сериал)
- 2004 — Блок Кента и пакет кофе / Un cartuş de Kent şi un pachet de cafea — Tatal (к/м)
- 2004 —  / Raport despre starea naţiunii
- 2006 —  / Tertium non datur — румынский генерал (к/м)
- 2007 — 2008 —  / Cu un pas înainte — Пауль Штайнер (сериал)
- 2007 —  / După ea — Nea Petrica
- 2008 — Тихая свадьба / Nunta mută — дедушка (Румыния—Франция)
- 2008 —  / Contra timp — Якоб (ТВ)
- 2009 —  / Contra timp 2 — Якоб
- 2009 — Медаль за отвагу / Medalia de onoare — Йон
- 2010 — Во вторник после Рождества / Marţi, după Crăciun — Нику
- 2010 — 2012 — По течению / În derivă — Dinu (сериал)
- 2011 — Призрак отца / Tatăl fantomă — дядя Петре
- 2013 — Японский пёс / Câinele japonez — Костаке
- 2014 — Любовная история, Линденфильд / O poveste de dragoste, Lindenfeld — Улли Винклер
- 2014 —  / Cu Lapte, Fără Zahăr — Антон (к/м)
- 2015 — Браво! / Aferim! — Стан Параскив
- 2017 —  / Octave — Спиридон

## Награды
- Орден Почёта (10 сентября 2024 года, Молдавия)[1]